# Clash of Realities
Die Clash of Realities – International Conference on the Art, Technology and Theory of Digital Games (CoR) ist eine künstlerisch-wissenschaftliche Forschungskonferenz zu Computerspielen, die jährlich im November an der TH Köln stattfindet. 
Die Konferenz befasst sich mit der ästhetischen Entwicklung, theoretischen Analyse und kulturellen Vermittlung digitaler Spiele vor allem unter den Perspektiven des Game-Designs, der Game Studies und der Medienpädagogik. Darüber hinaus werden das Verhältnis von Games zu den älteren audiovisuellen Medien Film und Fernsehen sowie Fragen der Konservierung digitaler Spiele behandelt. 
Die inhaltliche Gestaltung liegt in den Händen eines Programmausschusses unter dem Vorsitz der beiden Direktoren des Cologne Game Lab, Björn Bartholdy und Gundolf S. Freyermuth. Beteiligt sind Vertreter des Instituts für Medienforschung und Medienpädagogik der TH Köln, der Internationale Filmschule Köln (ifs), des Institut für Medienkultur und Theater der Universität zu Köln, von Electronic Arts, Eyes and Ears of Europe sowie der AG Games. Gefördert wird die Veranstaltung u. a. von der TH Köln, der Film- und Medienstiftung NRW, der Stadt Köln und Electronic Arts.
Zu den internationalen Keynote-Speakern der Forschungskonferenz gehörten in den vergangenen Jahren u. a. Tracy Fullerton (University of Southern California), James Paul Gee (Arizona State University), Janet H. Murray (Georgia Tech), Frans Mäyrä (University of Tampere) und Eric Zimmerman (New York University).

## Geschichte
Die Konferenz wurde 2006 von Winfred Kaminski und Martin Lorber ins Leben gerufen und fand bis 2014 in einem zweijährlichen Rhythmus statt. In dieser Zeit wurde sie vom Institut für Medienforschung und Medienpädagogik der damaligen Fachhochschule Köln, heute  TH Köln, veranstaltet; in Zusammenarbeit mit Electronic Arts sowie seit 2010 dem Cologne Game Lab. Der Schwerpunkt lag damals auf den Fachrichtungen Bildungswissenschaft, Pädagogik, Psychologie, Soziologie und Medizin. 